# دايفيد إليوت
دايفيد إليوت (بالإنجليزية: David Elliott)‏ هو مونتير ومخرج بريطاني، ولد في 7 مايو 1931.

## وصلات خارجية
- دايفيد إليوت على موقع IMDb (الإنجليزية)
- دايفيد إليوت على موقع قاعدة بيانات الفيلم (الإنجليزية)